# 오팔리나목
오팔리나목(Opalinida 또는 Slopalinida)은 오팔리나강에 속하는 부등편모조류 목의 하나이다.

## 하위 분류
- 오팔리나과 (Opalinidae)
  - Cepedea
  - 오팔리나속 (Opalina)
  - Protoopalina
- 프로테로모나스과 (Proteromonadidae)
  - Karotomorpha
  - 프로테로모나스속 (Proteromonas)